# James Brydges (8e baron Chandos)
James Brydges, 8e baron Chandos (1642-1714) est un diplomate britannique qui a été ambassadeur d'Angleterre dans l'Empire ottoman.

## Biographie
Diplômé de St John's College, Oxford Brydges devient 3e baronnet, de Wilton, Herefordshire, en 1651, et 8e baron Chandos de Sudeley en 1686, à la suite de la mort de son cousin au troisième degré, William Brydges, 7e baron Chandos.
Lord Chandos a des liens avec la compagne du Levant, par l'intermédiaire de son beau-père, qui est un marchand. La société du Levant, contrôle la nomination de l'ambassadeur britannique à Constantinople, et bien que Charles II ait quelques réserves quant à sa politique, Chandos est désigné par la Société le 22 avril 1680. Les Instructions royales sont émises le 29 décembre. Lord Chandos arrive à Constantinople, comme ambassadeur le 22 juillet 1681. Après avoir servi pendant trois ans, il est rappelé en novembre 1684. Il quitte la Turquie en octobre 1687. À cette époque, l'Empire Ottoman fait de grands progrès en Europe, atteignant les murs de Vienne.
Il sert en tant que Shérif de Herefordshire, en 1667.
Il est le père de James Brydges, 1er duc de Chandos célèbre en tant qu'employeur de Haendel et ami d'Alexander Pope; sa fille, Marie Brydges, est l'arrière-grand-mère de Jane Austen.